# 副產品
副产品（英語：by-product），是指衍生自製造過程或化學反應的次產物。不是正在生產的主產品或服務。在生產的背景下，副產品是“與主產品相比，在數量或可變現淨值（NRV, net realizable value）方面的聯合生產過程的產出”。 因為副產品對財務業績沒有任何影響，副產品不会收到任何聯合成本分配。 副產品也会按照慣例進行盤存，但來自副產品的NRV通常被認定為“其他收入”。或者在生產副產品時，減少聯合生產的加工成本。副產品可以是有用和可銷售的，反之只可成为浪費。
國際能源署以生命週期評估中定義“副產品”为："...主要產品，共同產品（和主要產品的收入接近），副產品（其收入較小）和廢棄產品（幾乎沒有或沒有任何收入）。"